# 周鎬 (嘉靖辛丑進士)
周鎬（1509年—？年），字元化，號璧山，河南衛輝府汲縣民籍陝西狄道縣人，治《詩經》。

## 生平
五月二十四日生，行二。由國子生中式嘉靖十三年（1534年）甲午科河南鄉試第三十名舉人，年三十三歲中式嘉靖二十年辛丑科會試第一百九十八名，第二甲第五十二名進士。授户部主事，督理粮饷，三十年九月回部管事。历员外、郎中，出补池州知府，清约有守，宽仁爱人，百姓德之。擢湖广按察副使、饬兵辰沅，三十七年從总督侍郎王崇剿平叛苗。調山西怀隆等处兵备，采大木，修边隘，咸著勞績。四十四年调四川兵备副使，抚治重庆、夔州，值土冠有警，督兵剿平，地方安堵，士民为建祠勒碑。

## 家族
曾祖周英，經歷 贈中順大夫贊治尹；祖周鳳，都轉運鹽使司運使；父周廷，光祿寺署正，封承務郎；前母徐氏（封安人）；何氏（封安人）。永感下，妻郭氏，兄洛，弟豳。